# Уїло-Уїло (водоспад)
Уїло-Уїло, або Віло-Віло (ісп. Huilo-Huilo, [ˈwilo ˈwilo], audioⓘ) — водоспад у Чилі. Розташований у природному заповіднику Уїло-Уїло на півдні Чилі в області Лос-Ріос неподалік міста Нельтуме на кордоні з Аргентиною. Водоспад Віло-Віло бере початок в Аргентинському озері Лакар. Протягом літа він часто висихає через незначну кількість опадів і підземні стоки. Унаслідок цих стоків під вулканом Мочо-Чошвенко утворився великий водоносний горизонт. Можливо, саме контакт води водоносного горизонту і магми, викликав вибухові фреатичні виверження, що утворили кратер Тумба-дель-Буей на західному схилі Мочо-Чошвенко.